# Haliclona utriculus
Haliclona utriculus är en svampdjursart som först beskrevs av Topsent 1904.  Haliclona utriculus ingår i släktet Haliclona och familjen Chalinidae. Inga underarter finns listade i Catalogue of Life.